# Rue Frédéric-Bastiat
Pour les articles homonymes, voir Frédéric Bastiat et Bastiat.
La rue Frédéric-Bastiat est une rue du 8e arrondissement de Paris, dans le quartier du Faubourg-du-Roule .

## Situation et accès
Elle commence rue Paul-Baudry et se termine rue d'Artois.

## Origine du nom

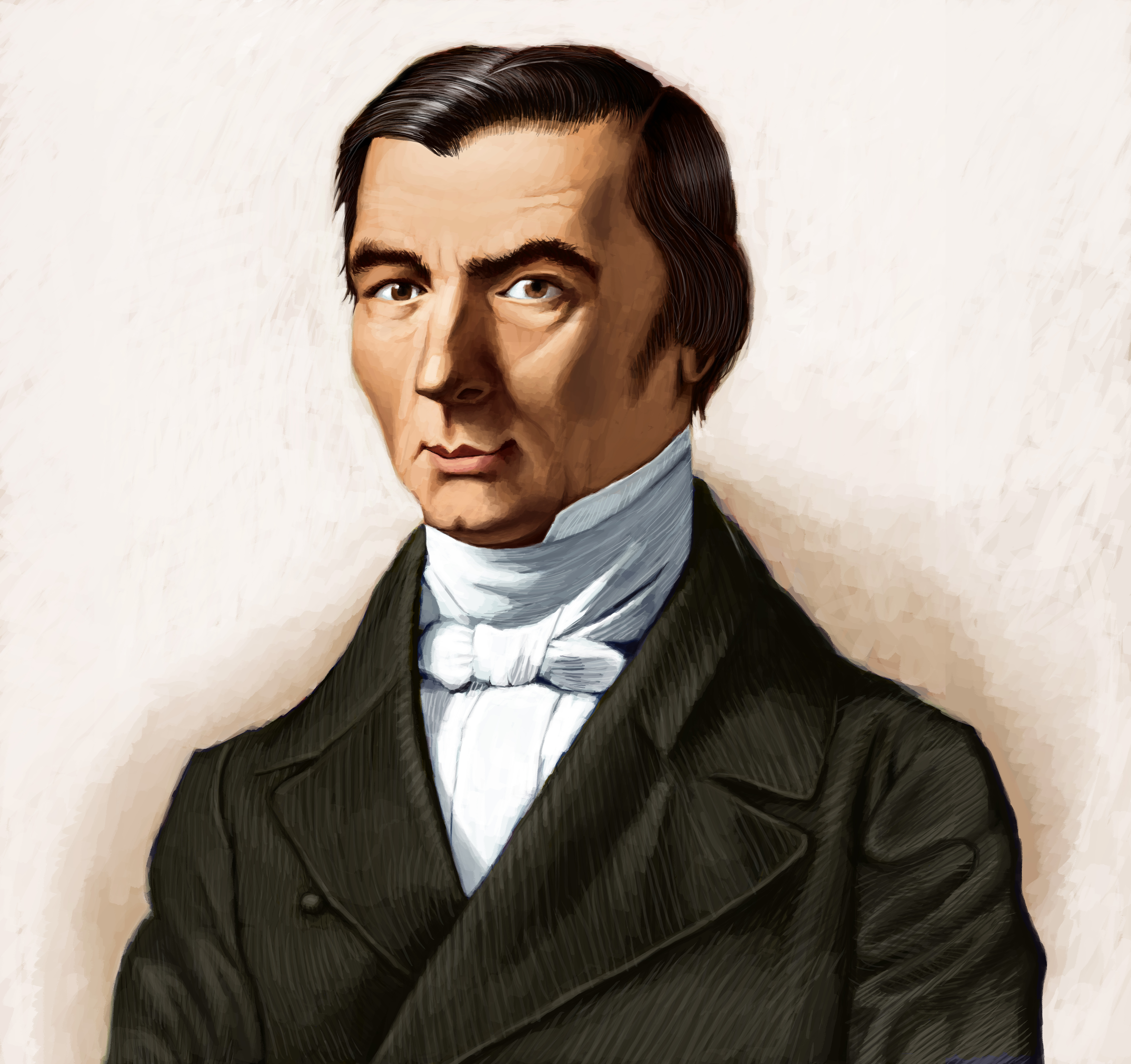
Frédéric Bastiat.

Elle porte le nom de l'économiste français Frédéric Bastiat (1801-1850).

## Historique
La rue fut ouverte par un décret du 3 juillet 1884 sous le nom de « rue Neuve-Fortin » puis de « rue Bastiat » avant de prendre sa dénomination actuelle par un arrêté du 5 février 1889.

## Bâtiments remarquables et lieux de mémoire
- No 3 : le géographe et historien Jacques Levainville (1869-1932) y a vécu[1].
- No 8 : hôtel de Montesquieu.
- No 10 : le compositeur de musique de film Philippe Sarde (1948-) et sa femme Florence Nave, dite Evan, ont vécu à cette adresse.

## Sources
- Félix de Rochegude, Promenades dans toutes les rues de Paris. VIIIe arrondissement, Paris, Hachette, 1910.